# Kauppinen (Kuopio, Norra Savolax, Finland)
Kauppinen eller Kaupinjärvi är en sjö i Finland. Den ligger i kommunen Kuopio i landskapet Norra Savolax, i den centrala delen av landet, 400 km norr om huvudstaden Helsingfors. Kauppinen ligger 118,7 meter över havet. Den är 7,29 meter djup. Arean är 1,64 kvadratkilometer och strandlinjen är 9,94 kilometer lång. Sjön  ingår i Vuoksens huvudavrinningsområde.   I omgivningarna runt Kauppinen växer i huvudsak blandskog.
I övrigt finns följande i Kauppinen:
- Kauppisensaari (en ö)